# نظریه پول و اعتبار
نظریه پول و اعتبار (به انگلیسی: The Theory of Money and Credit) یک کتاب اقتصادی نوشته لودویگ فون میزس است که در سال ۱۹۱۲ برای اولین بار به زبان آلمانی منتشر شد. میزس در این کتاب نظریه خود دربارهٔ منشأ پول از طریق قضیه رگرسیون، که بر استدلال منطقی استوار است، را توضیح می‌دهد. این کتاب همراه با کتاب‌های اصول علم اقتصاد نوشته کارل منگر و سرمایه و بهره نوشته اویگن بوم فون باورک یکی از آثار بنیادی مکتب اتریش است.
پول کالا امروز وجود دارد. میزس به منشأ، ماهیت و ارزش پول و تأثیر آن بر تعیین سیاست پولی می‌پردازد. این به همه سازگاری‌های پول مربوط نمی‌شود. او از به اصطلاح قضیه رگرسیون استفاده می‌کند، بیانیه‌ای که با استدلال منطقی گام به گام جلو می‌برد. میزس توضیح می‌دهد که چرا پول به خودی خود مطالبه می‌شود. به گفته میزس، پول از نظر تاریخی پس از تقاضا برای کالای پولی در اقتصاد مبادله ای به وجود آمده است.